# ティモシー・スポール
ティモシー・レナード・スポール, OBE（Timothy Leonard Spall, OBE、1957年2月27日 - ）は、イギリスの俳優。

## 来歴
性格俳優として知られるスポールは1957年にロンドンで生まれる。父親は郵便配達員で、母親は理容師だった。4人兄弟の3番目。役者を目指してイギリスのナショナル・ユース・シアターと王立演劇学校で演技を学ぶ。1970年代の終わりからロイヤル・シェイクスピア・カンパニーに2年ほど在籍し、数々の舞台に立った。その後、テレビや映画に出始め、1996年マイク・リーの『秘密と嘘』に出演、国際的にも知られるようになった。
多くの賞にノミネートされており、マイク・リー監督の『人生は、時々晴れ』では根暗な一家の大黒柱、ダニー・ボイル監督の『ヴァキューミング』ではどこか影のある冷血な掃除機セールスマン、『レモニー・スニケットの世にも不幸せな物語』では人情のある銀行家などなど、その幅広い役を演じる。
1999年12月に大英帝国勲章を授与された。
『バニラ・スカイ』あたりから徐々にハリウッド映画への出演も増え始め、日本では、渡辺謙、真田広之、小雪、中村七之助などの日本人俳優との共演を果した大ヒット作『ラスト サムライ』で知名度が上がった。尚、同作品では京都ロケにも参加し、劇中では日本語も披露している。
時代ものの作品に出演するときは、その時代の作法や風習を細かく考慮するらしく、『ラスト サムライ』の監督を務めたエドワード・ズウィックは、撮影中に彼には助けられたと言うほど高く評している。ハリウッドへ進出してからは、トム・クルーズやジム・キャリー、マーク・ウォールバーグにジョニー・デップ、エド・ハリスにヴィゴ・モーテンセンなどといった錚々たる俳優たちと共演し、引けを取らない堂々とした存在感で映画に貢献している。
2007年に出演したティム・バートン監督の『スウィーニー・トッド フリート街の悪魔の理髪師』ではミュージカルにも挑戦して悪役を演じ、歌声も披露している。
近年ではディズニー映画へも出演。2008年の『魔法にかけられて』ではナサニエル役で出演したが、冒頭のアニメーションに現れるナサニエルもスポールをモデルにしたデザインとなっている。2010年の『アリス・イン・ワンダーランド』には声優として出演。
2014年、『ターナー、光に愛を求めて』で第67回カンヌ国際映画祭・男優賞、第80回ニューヨーク映画批評家協会賞・主演男優賞を受賞。

## 私生活
1981年にシェインという女性と結婚して3人の子供がいる。息子のレイフ・スポールは俳優になった。ちなみにスポールの兄弟であるマシューは、イギリスのゲームソフト会社『アイドス』においてスタジオディレクターを務めている。
1996年には急性骨髄性白血病と診断されたが、現在も国際的な俳優として精力的に活動を続けている。

## 主な出演作
| 公開年 | 邦題 原題                                                                                    | 役名                                     | 備考                                                                                        |
| ------ | -------------------------------------------------------------------------------------------- | ---------------------------------------- | ------------------------------------------------------------------------------------------- |
| 1979   | さらば青春の光 Quadrophenia                                                                  | ハリー                                   |                                                                                             |
| 1982   | Home Sweet Home                                                                              | ゴードン                                 | テレビ映画                                                                                  |
| 1985   | ブライド The Bride                                                                           | パウルス                                 |                                                                                             |
| 1985   | ときめきアムステルダム Dutch Girls                                                           | リンドン                                 |                                                                                             |
| 1986   | ゴシック Gothic                                                                              | ドクター・ポリドリ                       |                                                                                             |
| 1988   | ワルシャワの悲劇 神父暗殺 To Kill a Priest                                                   | イゴール                                 |                                                                                             |
| 1990   | シェルタリング・スカイ The Sheltering Sky                                                    | エリック・ライル                         |                                                                                             |
| 1991   | ライフ・イズ・スウィート Life Is Sweet                                                       | オーブリー                               |                                                                                             |
| 1992   | 宇宙船レッド・ドワーフ号 Red Dwarf                                                           | アンディ                                 | テレビシリーズ                                                                              |
| 1996   | 秘密と嘘 Secrets & Lies                                                                      | モーリス                                 |                                                                                             |
| 1997   | ハムレット Hamlet                                                                            | ローゼンクランツ                         |                                                                                             |
| 1998   | スティル・クレイジー Still Crazy                                                             | ビーノ                                   |                                                                                             |
| 1998   | クロコダイルの涙 The Wisdom of Crocodiles                                                    | ヒーリー警部補                           |                                                                                             |
| 1999   | トプシー・ターヴィー Topsy-Turvy                                                             | リチャード・テンプル                     |                                                                                             |
| 1999   | 恋の骨折り損 Love's Labour's Lost                                                            | ドン・アルマード                         |                                                                                             |
| 2000   | 宮廷料理人ヴァテール Vatel                                                                   | グルヴィル                               |                                                                                             |
| 2000   | チキンラン Chicken Run                                                                       | ニック                                   | 声                                                                                          |
| 2000   | インティマシー/親密 Intimacy                                                                 | アンディ                                 |                                                                                             |
| 2001   | ロック・スター Rock Star                                                                     | マッツ                                   |                                                                                             |
| 2001   | ヴァキューミング Vacuuming Completely Nude in Paradise                                       | トミー・ラグ                             |                                                                                             |
| 2001   | ラッキー・ブレイク Lucky Break                                                               | クリフ・ガンポール                       |                                                                                             |
| 2001   | バニラ・スカイ Vanilla Sky                                                                   | ティップ                                 |                                                                                             |
| 2002   | 人生は、時々晴れ All or Nothing                                                              | フィル                                   |                                                                                             |
| 2002   | ディケンズのニコラス・ニックルビー Nicholas Nickleby                                         | チャールズ                               |                                                                                             |
| 2003   | ラスト サムライ The Last Samurai                                                             | サイモン・グレアム                       |                                                                                             |
| 2004   | ハリー・ポッターとアズカバンの囚人 Harry Potter and the Prisoner of Azkaban                  | ピーター・ペティグリュー                 |                                                                                             |
| 2004   | レモニー・スニケットの世にも不幸せな物語 Lemony Snicket's A Series of Unfortunate Events     | ミスター・ポー                           |                                                                                             |
| 2005   | ハリー・ポッターと炎のゴブレット Harry Potter and the Goblet of Fire                         | ピーター・ペティグリュー                 |                                                                                             |
| 2006   | グランド・セフト・オート・バイスシティ・ストーリーズ Grand Theft Auto: Vice City Stories     | バリー・ミッケルスウェイト               | 声                                                                                          |
| 2007   | ハリー・ポッターと不死鳥の騎士団 Harry Potter and the Order of the Phoenix                   | ピーター・ペティグリュー                 | ノンクレジット                                                                              |
| 2007   | 魔法にかけられて Enchanted                                                                   | ナサニエル                               |                                                                                             |
| 2007   | スウィーニー・トッド フリート街の悪魔の理髪師 Sweeney Todd: The Demon Barber of Fleet Street | バムフォード                             |                                                                                             |
| 2008   | 奇術師フーディーニ 〜妖しき幻想〜 Death Defying Acts                                         | シュガーマン                             |                                                                                             |
| 2008   | アパルーサの決闘 Appaloosa                                                                   | フィル・オルソン                         |                                                                                             |
| 2009   | くたばれ!ユナイテッド -サッカー万歳!- The Damned United                                      | ピーター・テイラー                       |                                                                                             |
| 2009   | ハリー・ポッターと謎のプリンス Harry Potter and the Half-Blood Prince                        | ピーター・ペティグリュー                 |                                                                                             |
| 2009   | デザート・フラワー Desert Flower                                                             | ドナルドソン                             |                                                                                             |
| 2010   | アリス・イン・ワンダーランド Alice in Wonderland                                             | ベイヤード                               | 声                                                                                          |
| 2010   | 英国王のスピーチ The King's Speech                                                           | ウィンストン・チャーチル                 |                                                                                             |
| 2010   | ハリー・ポッターと死の秘宝 PART1 Harry Potter and the Deathly Hallows - Part 1               | ピーター・ペティグリュー                 |                                                                                             |
| 2011   | ハリー・ポッターと死の秘宝 PART2 Harry Potter and the Deathly Hallows - Part 2               | ピーター・ペティグリュー                 | アーカイブ映像                                                                              |
| 2011   | ウェイク・ウッド 〜蘇りの森〜 Wake Wood                                                      | アーサー                                 |                                                                                             |
| 2012   | Comes a Bright Day                                                                           | チャーリー                               |                                                                                             |
| 2012   | Sofia                                                                                        | ドクター・カーン                         |                                                                                             |
| 2012   | アップサイドダウン 重力の恋人 Upside Down                                                    | ボブ・ボルショヴィッツ                   |                                                                                             |
| 2012   | ジンジャーの朝 〜さよなら、わたしが愛した世界 GINGER & ROSA                                  | アーク                                   |                                                                                             |
| 2014   | ターナー、光に愛を求めて Mr. Turner                                                          | ジョゼフ・マロード・ウィリアム・ターナー |                                                                                             |
| 2016   | アリス・イン・ワンダーランド/時間の旅 Alice Through the Looking Glass                        | ベイヤード                               | 声                                                                                          |
| 2016   | 否定と肯定 Denial                                                                            | デイヴィッド・アーヴィング               | アーヴィング対ペンギンブックス・リップシュタット事件を扱った作品、日本では2017年12月8日公開 |
| 2017   | フィリップ・K・ディックのエレクトリック・ドリームズ Philip K. Dick's Electric Dreams         | エド                                     | アンソロジー・TVドラマシリーズの1話                                                         |
| 2017   | 輝ける人生 Finding Your Feet                                                                 | リチャード                               |                                                                                             |
| 2017   | サリー・ポッターのパーティー The Party                                                       | ビル                                     |                                                                                             |
| 2021   | 君を想い、バスに乗る The Last Bus                                                            | トム                                     |                                                                                             |
| 2021   | スペンサー ダイアナの決意 Spencer                                                            | アリステア・グレゴリー少佐               |                                                                                             |
| 2022   | ほの蒼き瞳 The Pale Blue Eye                                                                 | セアー                                   | Netflixオリジナル映画                                                                       |

## 参照
1. ↑  Deborah Ross (2008年1月12日). “Timothy Spall: Lucky Tim - Features - Films”.   The Independent. 2012年1月30日閲覧。
2. ↑  “Timothy Spall: Victim of his own success - Profiles - People - The Independent”.   News.independent.co.uk (2006年3月30日). 2008年1月10日時点のオリジナルよりアーカイブ。2012年1月30日閲覧。
3. ↑  “You'll know the face”.   www.smh.com.au. 2012年1月30日閲覧。
4. ↑  timedetectives.co.uk
5. ↑  “ENTERTAINMENT | Spall and Steadman collect OBEs”.   BBC News (2000年6月13日). 2012年1月30日閲覧。
6. ↑  http://www.ft.com/cms/s/30793f8a-c612-11da-99fa-0000779e2340.html
7. ↑  市川遥 (2017年8月31日). “レイチェル・ワイズ、アンドリュー・スコットがホロコースト否定論者に挑む！息詰まる法廷劇12月日本公開”.  シネマトゥデイ. 2017年8月31日閲覧。